# 1ª Squadriglia navale S.A.
La 1ª Squadriglia navale S.A. fu un reparto aereo attivo nel Servizio Aeronautico della Regia Marina (prima guerra mondiale).

## Storia
L'unità viene formata sull'Aeroporto di Venezia-San Nicolò l'11 marzo 1918 come squadriglia aerea speciale di Marina comandata dal maggiore osservatore Gabriele D'Annunzio con 5 piloti tra cui il sottotenente Alberto Barberis, 2 Caproni Ca.33 e i primi esemplari di Caproni Ca.44 i cui voli vengono sospesi a causa di incidenti.
L'idea di D'Annunzio era di creare un reparto di  Siluranti aeree per cui conia il motto Sufficit Animus.
Presto arrivano 5 SIA 9b e il 19 maggio un SIA bombarda obiettivo militare vicino a Brentonico.
La notte tra il 21 e il 22 giugno due Caproni, su uno dei quali vi era D'Annunzio, bombardano San Donà di Piave e Musile di Piave.
Per sostituire i piloti che sono a Torino per il passaggio sul SIA arrivano volontariamente dei piloti collaudatori della Caproni tra cui il tenente Francesco Brach Papa e il capitano Giacomo Macchi.
Il 17 luglio D'Annunzio partecipa al bombardamento diurno dell'Arsenale di Pola effettuato da 4 SIA ed il 21 agosto D'Annunzio torna ad attaccare Pola.
Dal 25 agosto iniziano ad arrivare i primi Ansaldo S.V.A. ed in ottobre visti i problemi tecnici a lanciare siluri la squadriglia assume il nome di  San Marco quando è dotata di 7 piloti per 20 SIA e 5 piloti per 18 SVA.
Il 16 settembre lo SVA del tenente Antonio Locatelli viene abbattuto dalla contraerea di Fiume e il pilota vestito da austriaco grazie alla padronanza della lingua tedesca, riesce con una rocambolesca fuga a riguadagnare il suolo italiano. Dall'esperienza trae l'ispirazione per il romanzo autobiografico "Le ali del prigioniero“ pubblicato, con gli auspici di D‘Annunzio, dall'editore Treves di Milano nel 1924.
Il 22 ottobre un equipaggio SIA dopo aver bombardato Pola rivendica l'abbattimento di un caccia Phönix ed il 25 ottobre 2 aerei tra cui uno con D'Annunzio bombardano dei baraccamenti vicino ad Arten di Fonzaso.
Il 28 ottobre 4 aerei sganciano circa 2 tonnellate di bombe sulle linee ferroviarie austriache.
Alla fine delle ostilità il reparto dispone di 7 aerei.
Nel luglio 1919 si sciolgono gli stormi SVA e SIA e la squadriglia resta con 6 Caproni Ca.44. 
In autunno l'unità viene sciolta.